# Shirō Hibino
Shirō Hibino 日比野 士朗; 29 avril 1903 dans la préfecture de Tokyo - 10 septembre 1975) est un écrivain japonais.

## Biographie
Shirō Hibino naît à Tokyo en 1903. Il quitte prématurément et sans diplôme le lycée de Nagoya et travaille un certain temps comme enseignant suppléant dans une petite ville de la préfecture de Hyōgo. Après sa libération du service militaire en 1939, il reçoit le prix Shinzaburō-Iketani pour Wusong Creek (呉淞クリーク). À partir de 1942, il est vice-président du département culturel du Taisei Yokusankai. Ses œuvres sont caractérisées par des slogans et des discours enflammés.

## Ouvrages
- 1939 Wusong Creek (呉淞クリーク, Ūson Kurīku)
- 1940 Kiri no yoru (霧の夜)
- 1941 Kaze mo midori ni (風も緑に)
- 1942 Hitotsu no shinkō (一つの思考)
- 1942 Mazushii jinsei (貧しい人生)
- 1942 Shuppatsu (出発)
- 1943 Ume no yado (梅の宿)
- 1948 Akarui asa ga kuru (明かるい朝がくる)
- 1978 Bashō saihakken (芭蕉再発見)